# Норильск
Нори́льск — город краевого подчинения Красноярского края. Расположен на севере региона к югу от Таймырского полуострова, примерно в 90 км к востоку от Енисея и в 1500 км севернее Красноярска, в 300 км к северу от Северного полярного круга и в 2400 км от Северного полюса. Один из «Городов трудовой доблести».
Норильск — самый северный город мира с численностью населения более 150 тысяч человек. Его население — 175 773 человека (2025 год). Город является вторым по численности населения в крае после Красноярска. С 2017 года наблюдался миграционный приток населения; естественный прирост населения в 2018 году, по данным Красноярскстата, составил 1357 человек: родилось 2381 человек, умерло — 1024 человека.
Крупный центр цветной металлургии. Градообразующее предприятие — Заполярный филиал горно-металлургической компании «Норильский никель» (в прошлом — Норильский горно-металлургический комбинат).
В 2004 году два города-спутника (Талнах и Кайеркан) стали районами города Норильска, а Оганер — частью Центрального района. Норильску подчинён посёлок городского типа Снежногорск, возникший в 1963 году как посёлок строителей Усть-Хантайской гидроэлектростанции.
Отнесён к территориям с регламентированным посещением для иностранных граждан.

## Этимология
Своим названием Норильск обязан реке Норильская (Норилка, бассейн реки Пясины) и Норильским горам. О реке Норильской и Норильских горах упоминают в своих отчётах путешественники Х. П. Лаптев, А. Ф. Миддендорф, Ф. Б. Шмидт.
Исследователь Арктики Н. Н. Урванцев предполагал, что река Норильская получила своё название в XVI—XVII веках во время существования города Мангазеи, когда Таймыр был заселён русскими промысловыми людьми. Он считал вероятным происхождение названия реки от слова «норило», означавшего длинный тонкий шест, которым протягивалась тетива ставных сетей подо льдом от лунки к лунке.
По другой версии, название произошло от юкагирского слова нэри́лэ — «земляной холм, состоящий из одних утёсов, скал» (Норильские горы действительно выглядят как нэрилэ).
Ещё одна версия происхождения названия — от эвенкийского слова нарус или юкагирского ньорил, что означает «болота». Также возможно от названия эвенкийского племени нюрильцы или от озера Мурильское.
Ещё одна версия — по Норильским озёрам вблизи будущего заполярного города, название которых, в свою очередь, произошло от слова «нор», которым в Западной Сибири называют омут или яму с водой.
Норильчане по поводу происхождения названия шутят: «куда ни пойди, ветер всегда на рыло дует».

## История
В бронзовом веке люди уже знали о полезных ископаемых в районе современного Норильска — близ озера Пясино обнаружена стоянка с примитивным оборудованием для плавки и литья, а также сырьё (шарики самородной меди).
В XVI—XVII веках медь норильских месторождений использовали жители Мангазеи (города, располагавшегося за Полярным кругом на реке Таз), которая была торговым и ремесленным центром. При раскопках Мангазеи в 1972—1975 годах профессором М. И. Беловым был обнаружен обширный литейный двор. В остатках найденных медных изделий присутствовали платиноиды.
Дальнейшее изучение норильского района связано с экспедициями Н. Н. Урванцева в 1919—1926 годах, подтвердившими наличие богатых месторождений каменного угля и полиметаллических руд в западных отрогах плато Путорана.

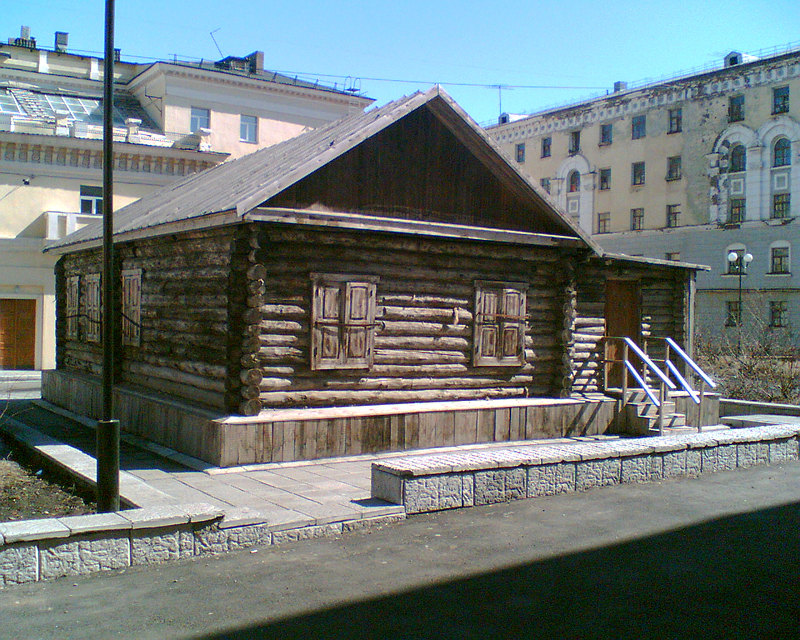
Первый дом Норильска

В 1921 году во время экспедиции Урванцева у северного подножия горы Шмидтиха была построена деревянная изба, считающаяся первым домом Норильска (Нулевой пикет). Затем её перенесли, теперь изба располагается возле Музея Норильска и имеет статус исторического объекта. В 1935 году силами заключённых Норильлага началось строительство Норильского горно-металлургического комбината им. А. П. Завенягина.
До 1951 года посёлок Норильск и промышленная площадка Норильского комбината располагались у Нулевого пикета; в настоящее время это так называемый «старый» город, жилых домов там нет.
В конце 1940-х годов началось проектирование, а в 1951 году — строительство «нового» города на восточном берегу озера Долгого. Возведение города также начинали заключённые ГУЛАГа (Норильлага). Летом 1953 года произошло Норильское восстание — выступление заключённых Горлага.
Указом Президиума Верховного Совета РСФСР от 15 июля 1953 года посёлок Норильск получил статус города.
Приказом МВД № 0348 от 22 августа 1956 года было прекращёно существование Норильлага.
В память о «лагерном» периоде истории Норильска в городе установлены мемориальные сооружения. Вот как пишет о наиболее известных из них Борис Иванов в книге «Плата за платину»: «В центре Норильска, на Гвардейской площади, „в обстановке торжественности“ даже закладной камень установили, пообещав возвести в этом месте памятник тем, кто создавал основу комбината и чудо-города. Эту базальтовую глыбу весом в 100 пудов доставили с горы Рудной. На прикреплённой к ней пластине так и написано: „Здесь будет сооружён обелиск, всегда напоминающий о подвиге норильчан, покоривших тундру, создавших наш город и комбинат“. Произошла закладка по историческим меркам недавно, 26 июня 1966 года…».
17 июля 2020 года на месте Закладного Камня открыт памятник «Металлургам Норильска». Сам Закладной Камень является частью скульптурной композиции.
Для истинно первых в Норильске были устроены массовые захоронения на склонах горы Шмидтиха. Поляки, бывшие жители советской Прибалтики возвели памятники в специально организованном в 1980-х годах на склоне Шмидтихи мемориальном комплексе «Норильская Голгофа». Горят лампадки и в поставленной на склоне православной часовне.
Вехой в дальнейшем развитии норильского района стало открытие в 1966 году Октябрьского месторождения медно-никелевых руд, расположенного в 40 километрах к северо-востоку от Норильска. Тогда же основан горняцкий Талнах. Для переработки сырья новых месторождений в 15 км к западу от Норильска в 1971 году был заложен и к 1981 году построен Надеждинский металлургический завод.
С 2014 года город является центром новообразованной Норильской епархии Русской православной церкви.
15 ноября 2022 года за самоотверженность и трудовой героизм жителей города в достижение Победы в Великой Отечественной войне 1941—1945 годов, городу присвоено почётное звание Российской Федерации «Город трудовой доблести».

## География

### Климат
Норильск и его окрестности относятся к районам Крайнего Севера. Норильск отличается крайне суровым климатом субарктического типа (по классификации Кёппена — переходный от субарктического (индекс Dfc) к арктическому (индекс ET)). Это один из наиболее холодных и ветреных городов мира, существенно более холодный, чем Мурманск, находящийся почти на той же широте.
Зима в городе — долгая и холодная (средняя температура января — около −27 °C), характерной особенностью которой является частое установление морозной погоды в совокупности с сильными ветрами. Период с отрицательной температурой длится около 240 дней в году, при этом отмечается более 50 дней с метелями. Климатическая зима длится с начала октября до конца мая. Снежный покров сохраняется от 7 до 9 месяцев в году. Лето — короткое (середина июля), прохладное (средняя температура июля +14,3 °C).
Среднегодовая температура воздуха в Норильске равна −9,6 °C, годовой ход абсолютных температур — 85 °C. Среднегодовая относительная влажность воздуха — около 76 %.
Полярный день в Норильске длится с 20 мая по 24 июля, полярная ночь — с 30 ноября по 13 января.
В Норильске нередко явление, которое местные жители называют «чёрной пургой». Она характеризуется сильным, шквалистым ветром, как правило, одновременно с сильной метелью. Такое явление может появляться не только зимой, но также поздней осенью и ранней весной. Считается, что само выражение «чёрная пурга» впервые было использовано жителями Норильска в 1957 году.
| Показатель                    | Янв.  | Фев.  | Март  | Апр.  | Май   | Июнь | Июль | Авг. | Сен. | Окт.  | Нояб. | Дек.  | Год   |
| ----------------------------- | ----- | ----- | ----- | ----- | ----- | ---- | ---- | ---- | ---- | ----- | ----- | ----- | ----- |
| Абсолютный максимум, °C       | −3    | −2    | 7,4   | 10,5  | 22,8  | 30,4 | 31   | 28,7 | 18,6 | 9,6   | 3,1   | −1    | 31    |
| Средний суточный максимум, °C | −23,6 | −23,9 | −18,4 | −10   | −1,7  | 10,4 | 18,2 | 15   | 6,9  | −6,7  | −16,9 | −21,6 | −6,2  |
| Средняя температура, °C       | −26,9 | −27,2 | −21,9 | −13,9 | −4,8  | 7    | 14,3 | 11,4 | 4    | −9,5  | −20,2 | −25,1 | −9,6  |
| Средний суточный минимум, °C  | −30,7 | −31   | −26,4 | −18,5 | −8,4  | 3,2  | 10   | 7,6  | 1,2  | −12,5 | −23,9 | −28,9 | −13,4 |
| Абсолютный минимум, °C        | −53,1 | −52   | −48   | −38,7 | −26,8 | −9,8 | −0,4 | −1   | −13  | −36   | −48,9 | −51   | −53,1 |
| Норма осадков, мм             | 18    | 16    | 28    | 21    | 24    | 34   | 32   | 52   | 26   | 36    | 31    | 22    | 341   |

Источник данных — weatherbase.com.

### Часовой пояс
Город Норильск находится в часовой зоне МСК+4 (красноярское время). Смещение применяемого времени относительно UTC составляет +7:00.

## Население
- Примечание: В 2005 году в состав города Норильска были включены города Талнах и Кайеркан, ставшие районами Норильска, и население этих городов было включено в число жителей Норильска[35].

| 1939     | 1946     | 1953     | 1954     | 1955     | 1956     | 1957     | 1958     | 1959     |
| -------- | -------- | -------- | -------- | -------- | -------- | -------- | -------- | -------- |
| 13 887   | ↗30 500  | ↗77 000  | ↘74 000  | ↗82 000  | ↗96 000  | ↗118 300 | ↘107 000 | ↗109 442 |
| 1960     | 1962     | 1967     | 1970     | 1973     | 1974     | 1975     | 1976     | 1979     |
| ↗110 000 | ↗117 000 | ↗129 000 | ↗135 487 | ↗150 000 | ↗156 000 | ↗167 000 | →167 000 | ↗180 358 |
| 1981     | 1982     | 1985     | 1986     | 1987     | 1989     | 1990     | 1991     | 1992     |
| ↗182 329 | ↗183 000 | ↗185 000 | ↘179 000 | ↗181 000 | ↘174 673 | ↗178 000 | ↘174 008 | ↘165 000 |
| 1993     | 1994     | 1995     | 1996     | 1997     | 1998     | 1999     | 2000     | 2001     |
| ↗167 000 | ↘163 000 | ↗164 000 | ↘161 429 | ↘155 000 | ↗156 000 | ↘144 590 | ↘140 800 | ↘133 436 |
| 2002     | 2003     | 2004     | 2005     | 2006     | 2007     | 2008     | 2009     | 2010     |
| ↗134 832 | ↘134 800 | ↘133 400 | ↘131 900 | ↗213 200 | ↘209 400 | ↘206 400 | ↘203 930 | ↘175 365 |
| 2011     | 2012     | 2013     | 2014     | 2015     | 2016     | 2017     | 2018     | 2019     |
| ↘175 300 | ↗177 273 | ↗177 738 | ↘176 559 | ↘176 251 | ↗177 428 | ↗178 018 | ↗179 554 | ↗180 976 |
| 2020     | 2021     | 2024     | 2025     |          |          |          |          |          |
| ↗181 830 | ↘174 453 | ↗176 735 | ↘175 773 |          |          |          |          |          |

### Демография
На 1 января 2025 года по численности населения город находился на 105-м месте из 1124 городов Российской Федерации.
|                                        | 2009  | 2017   | 2018   | 2019   | 2020   |
| Родилось                               | 2407  | 2478   | 2381   | 2120   | 2148   |
| Умерло                                 | 1205  | 1055   | 1024   | 841    | 1061   |
| Естественный прирост населения         | 1202  | 1423   | 1357   | 1279   | 1087   |
| Прибыло                                | 3591  | 13 395 | 14 207 | 12 585 | 11 692 |
| Выбыло                                 | 6752  | 13 233 | 14 139 | 13 024 | 11 692 |
| Миграционный прирост населения (отток) | -3161 | 162    | 68     | -439   | -257   |

Источник данных — ФЕДЕРАЛЬНАЯ СЛУЖБА ГОСУДАРСТВЕННОЙ СТАТИСТИКИ.

### Национальный состав

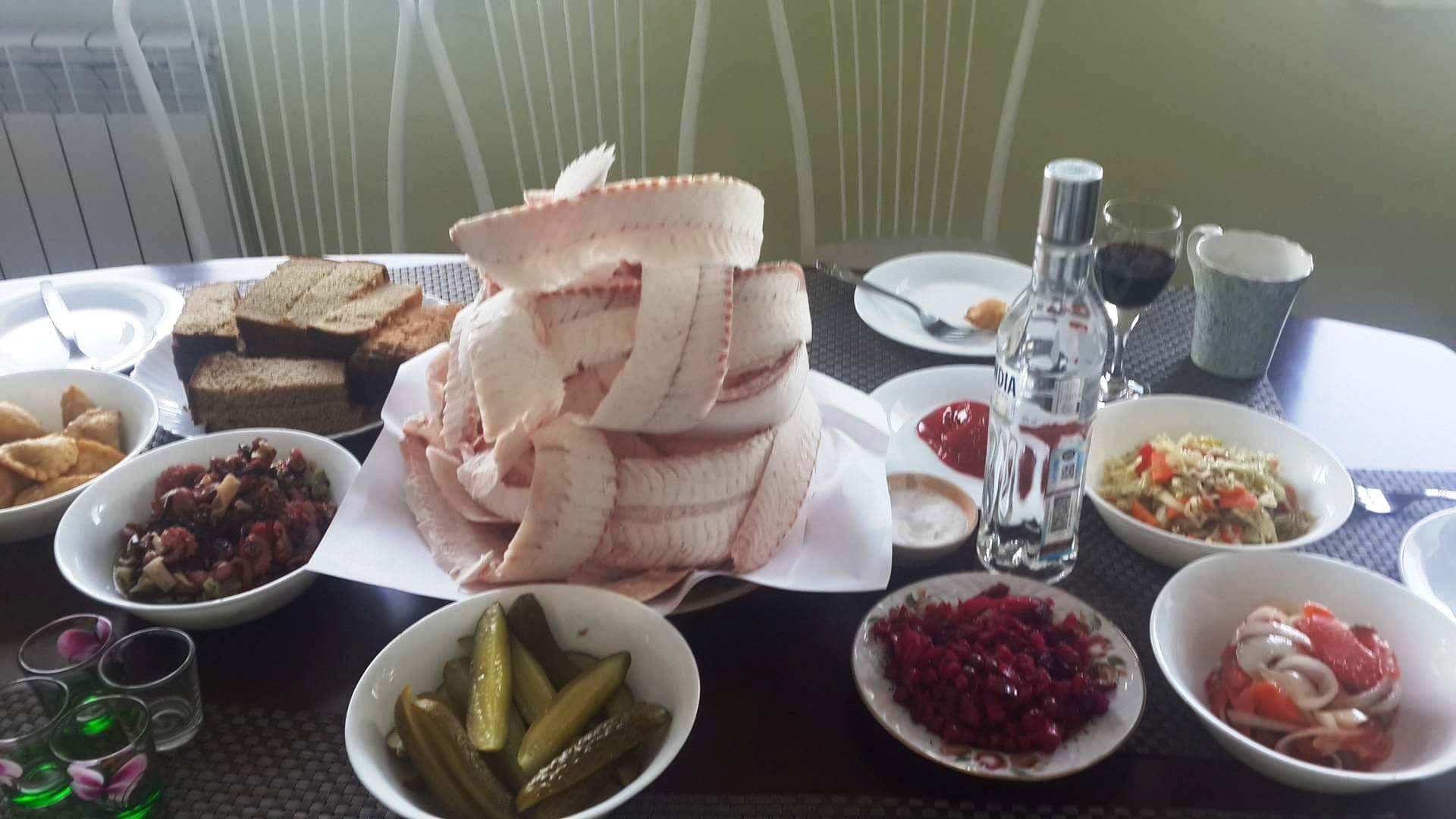
Строганина, одно из основных блюд кухни северных народов

Национальный состав населения города отличается разнообразием. Наиболее многочисленные национально-культурные группы населения по состоянию на 2010 год составляли русские, украинцы, азербайджанцы, татары, лезгины, чуваши, башкиры, белорусы, осетины, ногайцы, казахи. В настоящее время население Норильска почти целиком состоит из людей, переехавших в город во второй половине XX века и их потомков, однако в городе до сих пор проживают потомки заключённых, амнистированных в 1953 году. Представителей коренных национальностей — ненцев, энцев, нганасан и долган — в городе мало.

### Особенности населения
Как и в других городах, появившихся при градообразующих металлургических предприятиях, с большим размахом местное население отмечает День металлурга. Люди коренных северных национальностей (ненцы, долганы и др.) отмечают праздник Хейро — возвращение на небо Солнца после полярной ночи.
В силу того, что Норильск не связан наземным транспортным сообщением ни с какой частью страны, остальную часть России в Норильске обычно называют «материком», и распространены выражения  «переехать на материк» или «на материке».
В 2011 году было подписано первое 10-ти летнее четырёхстороннее соглашение между городом Норильском, компанией Норильский никель, Красноярским краем и Правительством РФ.
В 2021 году Правительством РФ, Красноярским краем, Норильском и «Норникелем» утверждены проекты по развитию города до 2035 года с бюджетом 120,1 млрд рублей (24 млрд — из казны, 14,8 млрд — из бюджета Красноярского края, 81,3 млрд — из средств «Норникеля». Проекты включают реновацию жилищного фонда, ремонт инфраструктуры, переселение жителей в районы с благоприятными условиями проживания. По состоянию на 1 января 2021 года приобрели квартиры и переехали на материк 8064 семьи норильчан и дудинцев. До 2035 года планируется построить 100 новых домов общей площадью 400 тысяч м² и ряд социально значимых объектов. В марте 2023 года президент компании «Норникель» В. Потанин сообщил, что работы по реновации города идут с опережением графика.

## Административное деление
Город Норильск с 2005 года разделён на три территориально разрозненных административных района, население которых составляет:
- Центральный район (включая Оганер) — 106 044[72]
- Талнах — 47 216[72]
- Кайеркан — 21 665[83]

## Органы власти

### Норильский городской Совет депутатов
Дата избрания: 11.09.2022
Срок полномочий: 5 лет
Председатель: Александр Пестряков
| Фракция                                   | Кол-во депутатов |
| «Единая Россия»                           | 28               |
| ЛДПР                                      | 3                |
| КПРФ                                      | 1                |
| «Справедливая Россия»                     | 1                |
| Российская экологическая партия «Зелёные» | 1                |
| Новые люди                                | 1                |

### Глава города Норильска
С 27.01.2021 — Дмитрий Карасёв. Срок полномочий: 5 лет.

### Законодательное собрание Красноярского края
В сентябре 2021 года обновлен состав Законодательного собрания Красноярского края. Депутатом по Таймырскому округу № 23 избран Сергей Сизоненко.

## Архитектура

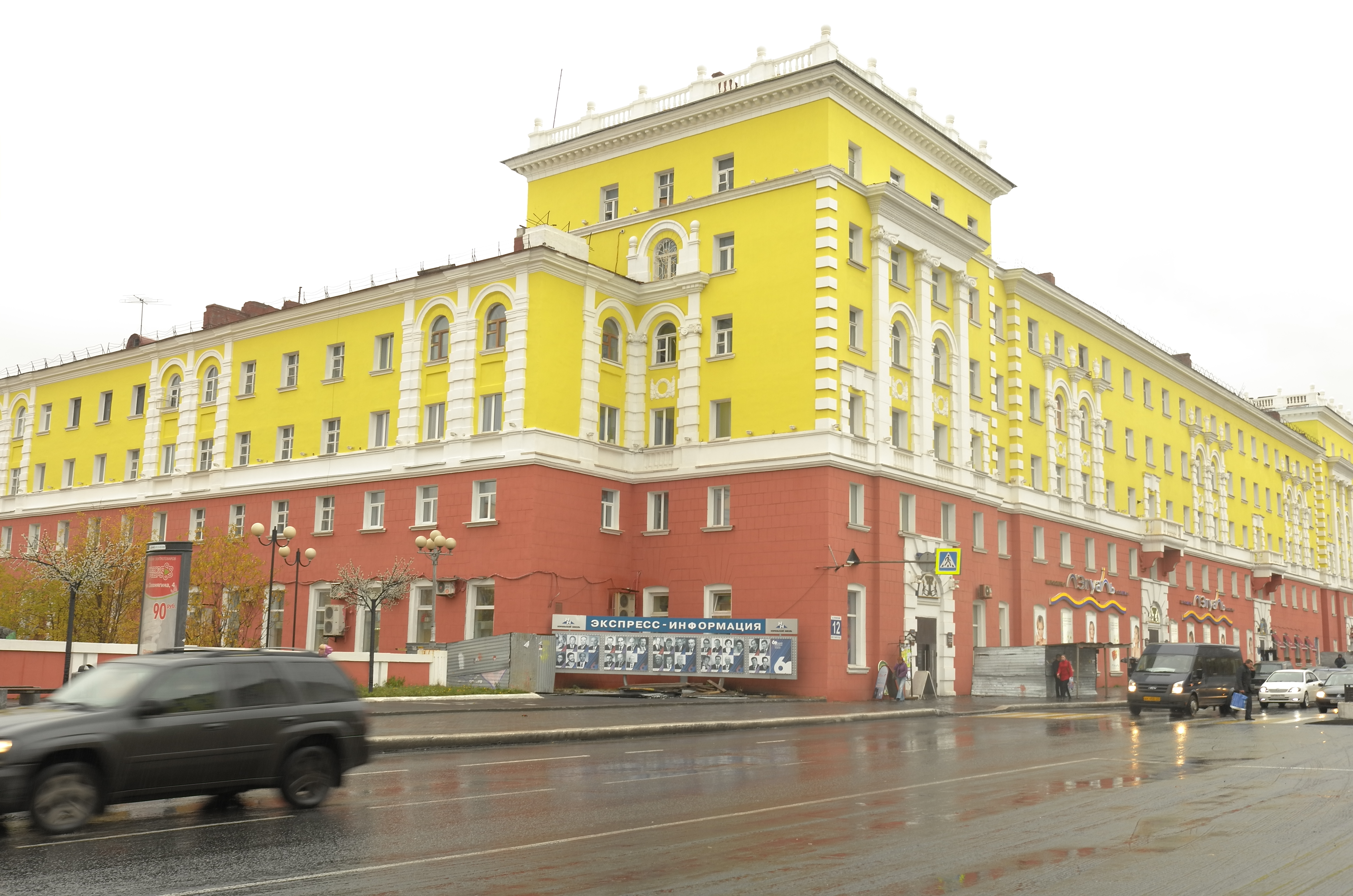
Жилой дом на Ленинском проспекте с помещениями для учреждений соцкультбыта на нижних этажах, построен в 1950-е годы

Перестройка лагерных бараков в полноценный город был проектом начальника норильских лагерей Авраамия Завенягина. Архитекторы были заключёнными Норильлага — Геворг Кочар, Микаэл Мазманян, Ольгерд Трушиньш. Курировал их Витольд Непокойчицкий, в 1939 году приехавший из Ленинграда, поэтому первая застройка города выполнена в стиле неоклассицизма и напоминает Санкт-Петербург. Заметный вклад внесла также жена Непокойчицкого — Лидия Миненко. При составлении генплана учитывалась особенность местности, например, озеро Долгое и водоёмы в юго-западном районе. В основу композиции города лег главный проспект, местами прерывающийся площадями.

Площадь памяти героев

Одной из главных задач была минимизация влияния сильного ветра. Первые решения оказались неудачными. Первоначально предполагалось, что по его улицам, расположенным по осям преобладающих ветров, снег будет выметаться за пределы районов, но ветра оказались слишком сильными, а снега — слишком много. После этого городские кварталы решили делать замкнутыми и компактными. Квартальная застройка определила облик города.
В 1960-е годы в архитектуре Норильска появилось типовое строительство.
В 2021 году «Норникель» запустил программу реновации домов, вторую по масштабам в России после Москвы.

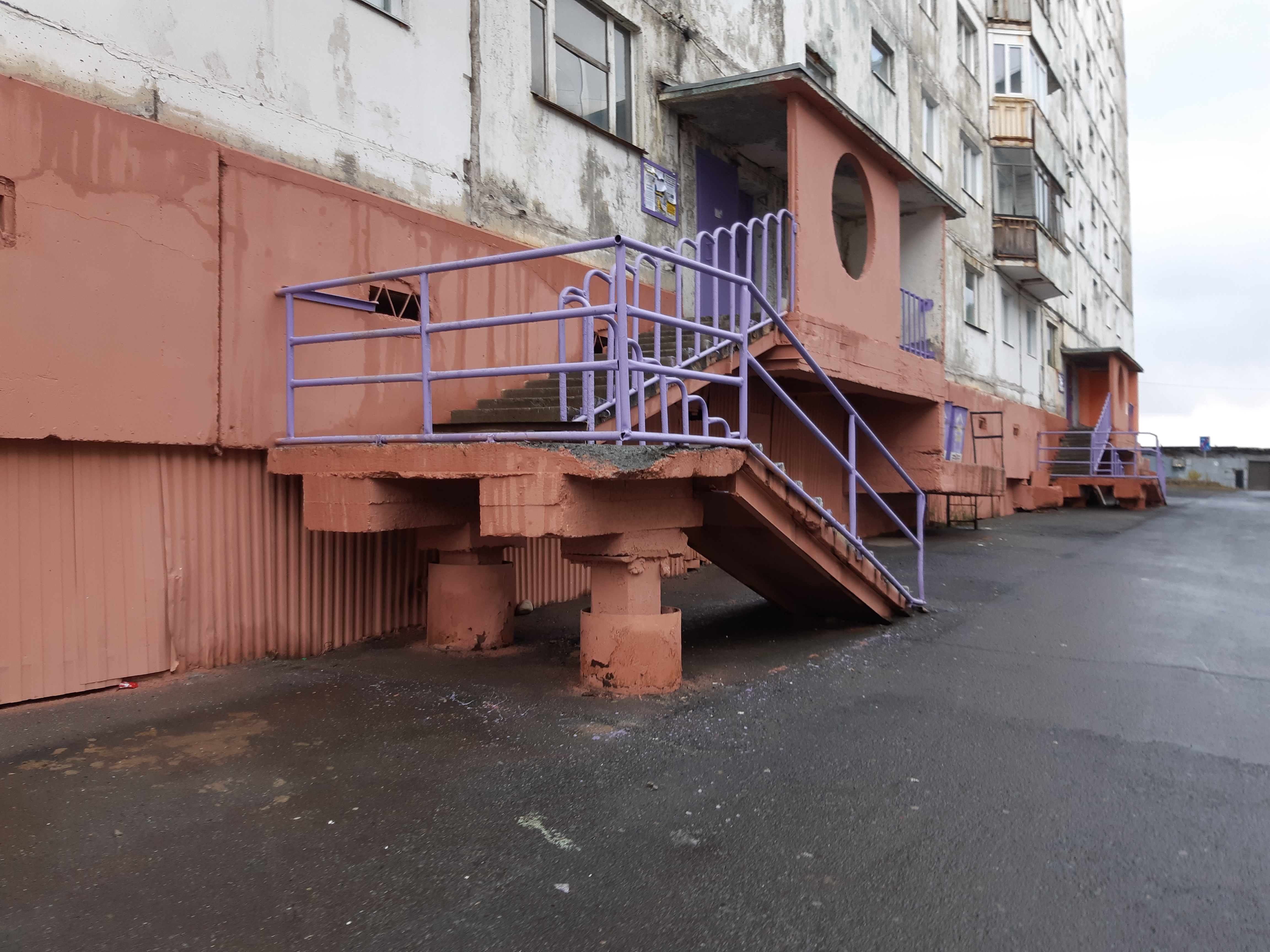
Типовой дом с крыльцом и вентилируемым подпольем в Норильске

Сложные геологические условия города (многолетняя мерзлота, слабые грунты) определяют специальные конструктивные решения в строительстве, которые в том числе препятствуют деформации построек. Типовые норильские дома строятся на основании из вмораживаемых свай с вентилируемым подпольем, что предотвращает оттаивание мерзлоты. Этот метод был предложен Михаилом Кимом и назван свайным фундированием. Характерной внешней особенностью норильских домов, вызванной применением вентилируемого подполья, является высокое крыльцо.

## Экономика

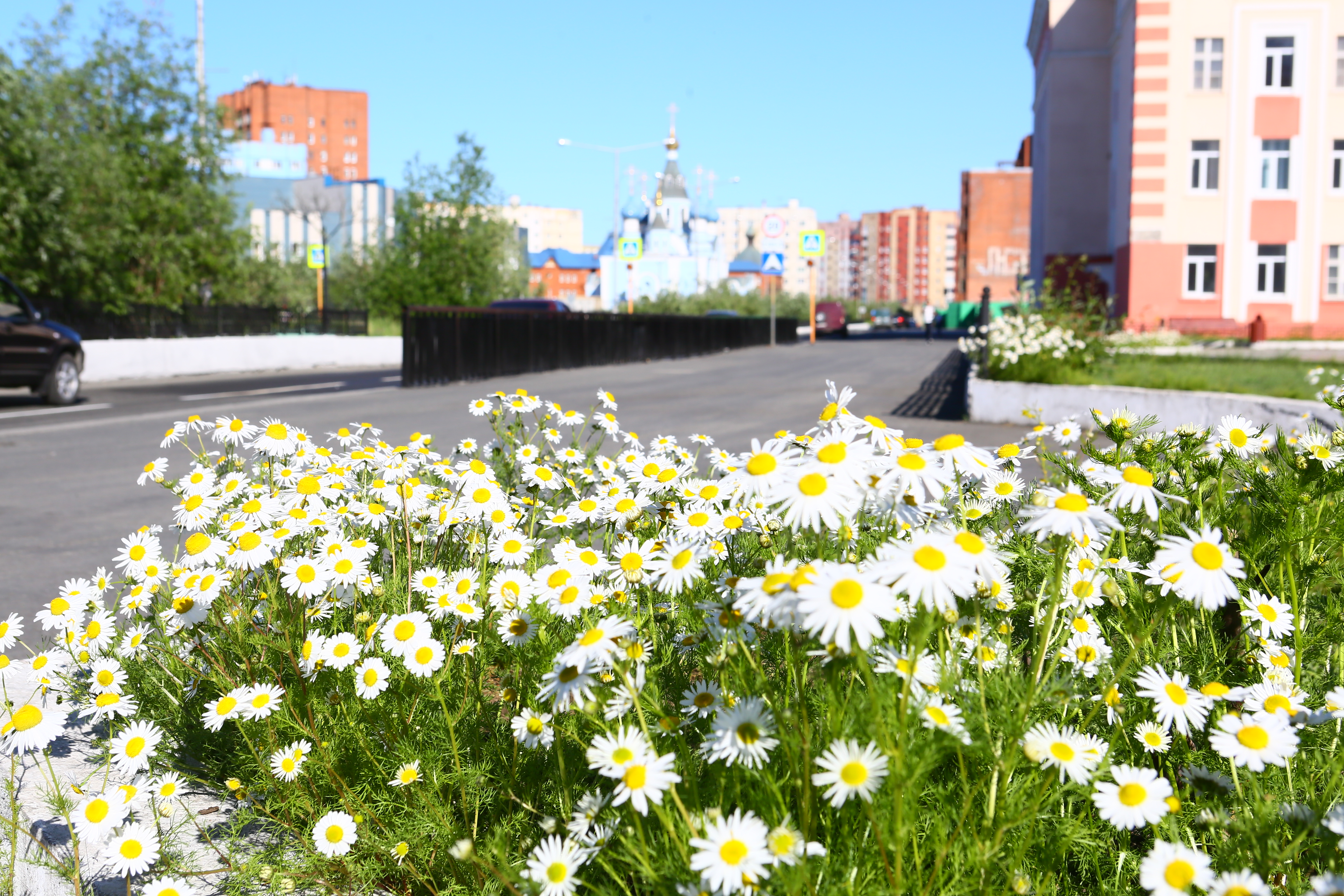
Норильск летом

В Норильске формируется более 30 % консолидированного бюджета Красноярского края. С 1960-х здесь добывают медно-никелевые руды, самое крупное месторождение находится в 40 километрах к северо-востоку от Норильска.
Норильск — крупный центр цветной металлургии, здесь ведётся добыча цветных металлов: меди, никеля, кобальта;
драгоценных металлов: палладия, осмия, платины, золота, серебра, иридия, родия, рутения;
попутная продукция: техническая сера, металлические селен и теллур, серная кислота.
Градообразующее предприятие — Заполярный филиал Горно-металлургической компании «Норникель» (в прошлом — «Норильский горно-металлургический комбинат»).
Компания производит 35 % мирового палладия, 25 % платины, 20 % никеля, 20 % родия, 10 % кобальта. В России 96 % никеля, 95 % кобальта, 55 % меди производится «Норникелем». За 2022 год консолидированная выручка «Норникеля» составила 16,9 млрд долларов, чистая прибыль — около 6 млрд долларов.
Для обеспечения производства цветных металлов в Норильском промышленном районе имеется вся необходимая инфраструктура: электроэнергетика, гидроэнергетика, предприятия промышленного строительства и производства строительных материалов, ремонтные и сервисные предприятия.
Энергоснабжение осуществляется от норильских ТЭЦ-1, ТЭЦ-2, ТЭЦ-3, расположенных в разных районах города. Основными потребителями электроэнергии являются промышленные предприятия «Норникеля», которому ТЭЦ и принадлежат.
В последнее время Норильск становится все более популярным туристическим направлением. С 2019 по 2022 годы турпоток в город вырос втрое — до 12 тыс. человек в год.
В 2023 году Норильск вошёл в список из 16 агломераций и населенных пунктов, утверждённых правительством РФ в качестве опорных пунктов арктической зоны. В рамках проекта в 4-х городах Красноярского края до 2030 года будет реализовано порядка 200 инвестиционных проектов, создающих 130 тыс. новых рабочих мест.

## Транспорт
С «большой землёй» сухопутное сообщение отсутствует. Группы энтузиастов совершают автопробеги до Норильска из других городов России на автомобилях повышенной проходимости.
Норильск соединён автомобильной и Норильской железной дорогами с портом Дудинка, который связан морским сообщением с Архангельском и Мурманском круглогодично, а в период летней навигации — речным сообщением с Красноярском и Диксоном.
На Норильской железной дороге пассажирские перевозки были окончательно ликвидированы в 1998 году — с тех пор она используется только для грузоперевозок. Существуют отдалённые планы по строительству «восточного плеча северного широтного хода» — железной дороги, которая пройдёт по маршруту трансполярной магистрали от Коротчаево через Ермаково и Игарку до Дудинки, соединив Норильскую железную дорогу с «большой землёй».
Помимо внутригородского, имеется автобусное сообщение с Дудинкой. Широко развиты услуги фирм такси (несколько десятков организаций). Также в плохую погоду рабочих тех промышленных предприятий «Норникеля», которые расположены за пределами города, перевозят на машинах повышенной проходимости, так называемых «вахтовках».
В 1960-х годах в Норильске существовал проект троллейбусного движения, однако он не был реализован[значимость факта?].
Код автомобильных номеров — 24 RUS, 124 RUS.

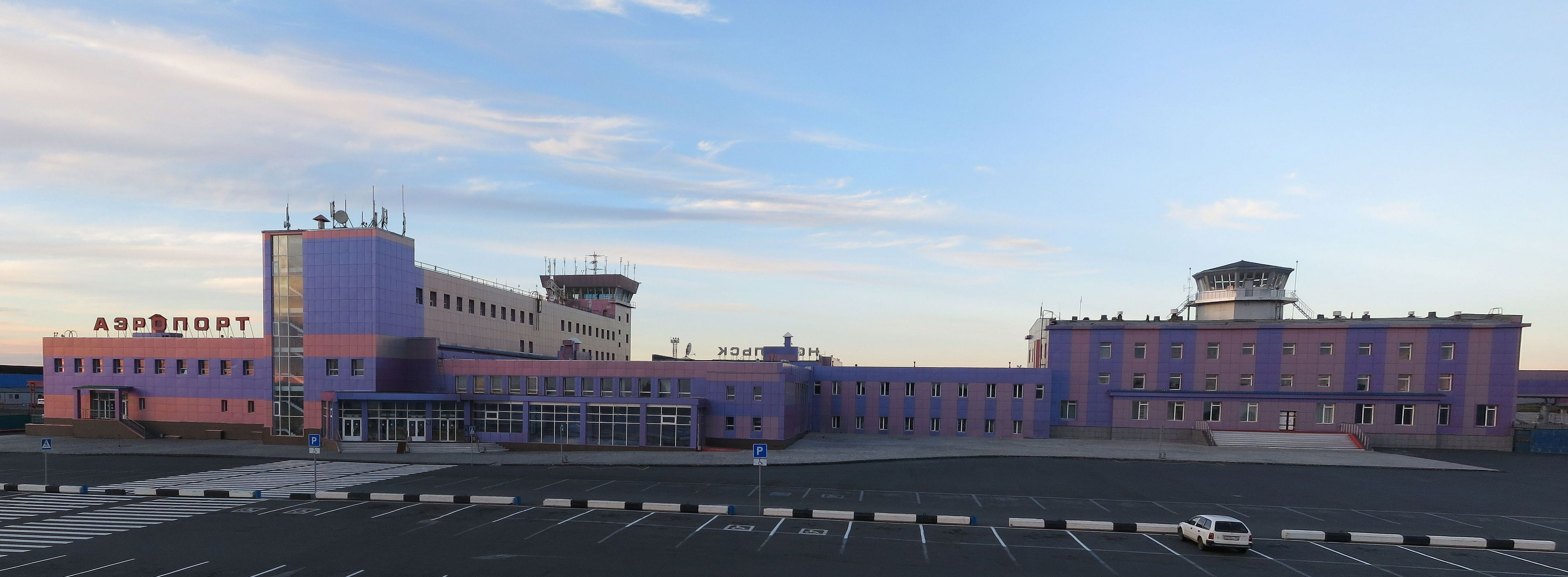
Аэропорт «Норильск»

Воздушное сообщение осуществляется через аэропорт «Норильск (Алыкель)», расположенный в тридцати пяти километрах западнее центра города. В 2005 году началась масштабная реконструкция аэропорта, в ходе которой к 2008 году было отремонтировано здание пассажирского терминала по современным международным стандартам.
В 2016 году стартовал масштабный проект по реконструкции взлётно-посадочной полосы аэропорта, завершённый двумя годами позже. В результате проведённых работ обновлена взлётно-посадочная полоса, которая позволила увеличить пропускную способность аэропорта, что положительно отразилось на регулярности выполнения рейсов и безопасности авиаперевозок.
Летом 2020 года начались работы по реконструкции аэропорта в рамках государственной программы «Развитие транспортной системы». Объём инвестиций — более 12,5 млрд руб. (из них 5,8 млрд руб. — вложения «Норникеля»).

## Связь
В Норильске принят шестизначный план телефонной нумерации. Все районы города соединены единой телефонной сетью.
Фиксированную связь населению и организациям предоставляют «МТС», «Норильск Телеком», «НН-Инфоком», «Ростелеком».
Сотовая связь в Норильске начала развиваться сравнительно поздно: первый оператор — «Енисейтелеком» — начал оказывать услуги в декабре 2001 года. В настоящее время в городе работает четыре оператора сотовой связи: «Енисейтелеком» (с 2001 года, с 2012 года — под брендом «Ростелеком», с 31 июля 2015 года — «Tele2 Россия»), «Билайн» (с 2002 года), «МТС» (с 2003 года) и «МегаФон» (с 2006 года). Все они, помимо связи стандарта GSM, предоставляют и услуги третьего поколения в стандартах UMTS («Билайн», «МТС» и «МегаФон», «Tele2 Россия») и IMT-MC-450 («Tele2 Россия»). Все операторы сотовой связи, кроме «МТС», строили свои сети самостоятельно с нуля. «МТС» вышел на норильский рынок в результате покупки ООО «Сибчеллендж» (бренд «Таймырский Телефон (ТТ)») в 2003 году.
С 22 сентября 2017 года связь с «материком» осуществляется по ВОЛС; до этого связь можно было осуществить только по спутниковым каналам; кабельные линии, связывающие Норильск с другими городами, отсутствовали.
Характерной особенностью кабельного хозяйства Норильска является нахождение кабелей связи в коллекторах (по поверхности), на «материке» кабели укладываются в кабельную канализацию.
Тропосферная станция связи была демонтирована в первой половине 2000-х годов.
С 3 июня 2019 года город перешёл на цифровое телевидение, и вещание большинства телеканалов, использующих аналоговый сигнал, было прекращено.

### Волоконно-оптическая линия связи
До 2017 года Норильск оставался последним крупным городом России без скоростного доступа в интернет — выход в сеть обеспечивал спутниковый канал со скоростью всего 1 Гбайт/с. Прокладка ВОЛС осложнилась большим расстоянием (956 км) и суровыми погодными условиями (зимой до −60 градусов). Телеком-операторы «большой тройки» не решились взяться за реализацию, проектом занималась компания «Единство» из структур «Норникеля». В сентябре 2017 года широкополосный доступ в интернет заработал. На запуске присутствовали министр связи и массовых коммуникаций Николай Никифоров и президент «Норникеля» Владимир Потанин. Скорость доступа выросла в 40 раз — до 40 Гбайт/с. Строительство ВОЛС обошлось «Норникелю» в 2,5 млрд руб. Эти вложения не окупятся, пишут «Ведомости».

## Экология

### Выбросы в атмосферу
Предприятия «Норникеля», включая Надеждинский металлургический завод, Никелевый завод, Медный завод, МЦ-1, Норильскую и Талнахскую обогатительные фабрики, делают Норильск одним из самых загрязнённых городов России. В 2010 году он был признан самым экологически неблагополучным в стране, а в 2013 году вошёл в десятку наиболее загрязнённых мест мира. По данным Росприроднадзора, в 2017 году Норильск вошёл в тройку городов России с самым загрязнённым воздухом, а в 2020 году оказался в пятёрке наиболее неблагополучных по этому показателю, уступив Новокузнецку, Магнитогорску, Нижнему Тагилу и Челябинску. В 2021 и 2022 годах Норильск вновь занял первое место в рейтинге самых загрязнённых городов страны. По оценке проекта «Если быть точным», 99 % горожан дышат воздухом с крайне высоким уровнем загрязнения, а 88 % почв содержат токсичные вещества.
Ежегодно предприятия «Норникеля» выбрасывают в атмосферу около 1,7 млн тонн вредных веществ, тогда как в краевом центре Красноярске этот показатель составляет 190 тысяч тонн. Для сравнения, общий объём выбросов во всей арктической зоне Канады в 2021 году был в 57 раз меньше, чем годовые выбросы «Норникеля» в Норильске. В 2022 году на Норильск приходилось 10,5 % всех промышленных выбросов в России. Основной загрязнитель — диоксид серы, вызывающий респираторные и сердечно-сосудистые заболевания. В воздух также попадают тяжёлые металлы (никель, медь, кобальт, свинец, селен), а также оксиды азота, фенолы и хлориды.
Выбросы происходят неравномерно: токсичные облака формируются импульсами, резко повышая концентрацию загрязнителей, после чего показатели снижаются до допустимых норм, что затрудняет их фиксацию. Исследования показывают, что значительная часть вредных веществ оседает в уязвимых экосистемах Северной Сибири.
Помимо атмосферных выбросов в атмосферу, загрязнение усиливают отвалы и шлам, выделяющие загрязняющие вещества при горении дегазации и выщелачивании. Изношенная инфраструктура предприятий «Норникеля» приводит к утечкам, аварийным выбросам и неэффективной очистке отходов, что усугубляет накопленный экологический ущерб.

### Гибель лесов
Выбросы «Норникеля» вызывают кислотные дожди, что ведёт к накоплению токсичных соединений в почвах и водоёмах, особенно губительно влияя на леса. Уже в 1930-х годах, вскоре после запуска металлургического производства, зафиксирована массовая гибель растительности, сибирская лиственница — основная порода региона — замедлила рост.
С 1960-х годов деградация лесов ускорилась, особенно после открытия новых рудников. В 1980-х годах почти все деревья в радиусе 69 км к юго-востоку от Норильска погибли. Всего с середины XX века выбросы диоксида серы, меди и никеля уничтожили около 24 000 км² бореальных лесов. В начале 2000-х в радиусе 4 км от Норильска было зафиксировано полное исчезновение деревьев, а почвы на расстоянии 16-25 км от него содержат повышенные концентрации меди, никеля и кобальта.
Растительный покров не восстанавливается: экосистема продолжает деградировать под воздействием выбросов. В отдельных районах появились устойчивые к загрязнению злаки и ивы, но мхи, лишайники и кустарники практически исчезли. Исследование 2020 года показало, что загрязнение замедляет рост деревьев и снижает поглощение углерода северными лесами. К этому времени отмирание лесов распространилось на 100 километров вокруг города. По мнению экологов, без масштабных мер естественное восстановление невозможно.

### Загрязнение водоёмов
Таймыр обладает значительными запасами пресной воды, однако регулярные аварии на предприятиях «Норникеля» приводят к загрязнению водной системы региона. В 2007 году Росприроднадзор зафиксировал сбросы «Норникелем» загрязняющих веществ, включая тяжёлые металлы и нефтепродукты, а также выявил случаи искажения данных. Несмотря на иск Росприроднадзора к «Норникелю» на 4,35 млрд рублей, суд ограничился взысканием 318 тысяч рублей.
В мае 2020 года на ТЭЦ-3, принадлежащей дочерней компании «Норникеля» — Норильско-Таймырской энергетической компании (НТЭК), Норильске разлилось более 20 тыс. тонн дизельного топлива. Эта катастрофа стала одной из крупнейших в истории Арктики: топливо попало в почву и близлежащие водоёмы, включая реки Амбарную и Далдыкан, а также озеро Пясино, которое связано с Карским морем. Причиной аварии стало проседание резервуара из-за деградации мерзлоты, усугублённое отсутствием своевременного ремонта.
Разлив привёл к массовому загрязнению почвы и водных экосистем, уничтожению популяций рыб и накоплению тяжёлых металлов в их печени. Суд обязал «Норникель» выплатить рекордные 146 млрд рублей, но менее 5 % этой суммы поступило в бюджет Норильска.
К 2022 году естественные процессы способствовали частичному самоочищению водоёмов, но низкие температуры замедляют разложение нефтепродуктов. Вода в Норило-Пясинской системе не превышает предельно допустимые концентрации нефтепродуктов, однако зафиксированы превышения по никелю (в 42 раза), меди (в 3 раза) и железу (3,2 раза) Берега реки Щучья, протекающей через центр Норильского промышленного района, остаются красными из-за окислившейся пульпы, но «Норникель» ситуацию не комментирует.
Авария 2020 года не стала исключением: в 2021 году на Норильской обогатительной фабрике (НОФ) произошло обрушение конструкций (трое погибших), затопило рудники «Октябрьский» и «Таймырский» в соседнем Талнахе, на нефтебазе в Дудинке обнаружены протечки, а на железной дороге сошли с рельсов 10 вагонов с возгоранием изельного топлива. Проверки Росприроднадзора выявили сотни нарушений, значительная часть которых не была устранена, что создаёт риск новых катастроф.

### Таяние вечной мерзлоты
Норильск расположен в зоне вечной мерзлоты, в 300 километрах севернее Полярного круга. Зимой температура может опускаться до −60 °C, поэтому здания традиционно возводили на скальной породе или сваях, установленных на замёрзший грунт. Однако изменение климата и рост среднегодовых температур в Арктике приводят к деградации вечной мерзлоты, что угрожает городской инфраструктуре. Согласно прогнозам экологов, в течение ближайших десятилетий значительная часть зданий в Норильске пострадает из-за проседания фундаментов. К 2021 году более 40 % зданий в Норильске уже подверглись деформации, а строительство автомобильных и железных дорог усложнилось.

### Инициативы «Норникеля»
«Норникель» — крупнейший промышленный загрязнитель Арктики. Компания заявляет о значительных инвестициях в экологические программы, включая модернизацию оборудования и сокращение выбросов. С 2013 года реализуется программа обновления мощностей стоимостью более 20 млрд долларов, а к 2022 году планировалось снижение выбросы диоксида серы в Норильском промышленном районе на 75 %. Ключевой проект — «Серный проект» общей стоимостью более 300 млрд рублей, направленный на улавливание и утилизацию печных и конвертерных газов, а также переработку диоксида серы. В 2016 году закрытие Никелевого завода позволило снизить выбросы диоксида серы в жилых районах на 30 %. В октябре 2023 года на Надеждинском металлургическом заводе была введена в эксплуатацию первая линия оборудования для утилизации сернистых газов. Руководство компании заявляет, что по итогам 2024 года ожидается исключение Норильска из списка самых загрязнённых городов России, а после 2027 года компания рассчитывает, что город войдёт в число «курортных зон Красноярского края». Однако экологическая ситуация остаётся тяжёлой: жители жалуются на выбросы, влияющие на здоровье.
Независимые экологи критикуют политику компании, отмечая её низкую прозрачность и недостатки системы мониторинга. «Норникель» остаётся крупнейшим эмитентом SO₂ в мире, а отчёты компании опускают значимые данные и нацелены в основном на создание положительного образа. Ранее на Медном заводе работала система улавливания выбросов SO₂ (перерабатывала от 80 % до 95 % диоксида серы в серу), но в 2019 года «Норникель» отказался от этой технологии, сославшись на риск самовозгорания серы при хранении. Запланированная альтернатива — переработка SO₂ в серную кислоту и получение в итоге гипса — не была полностью реализован, а наработанный гипс теперь просто складируют в тундре.
После начала вторжения России в Украину в 2022 году генеральный директор «Норникеля» Владимир Потанин признал, что санкции лишили компанию западного оборудования, из-за чего планируемый уровень утилизации SO₂ в 99 % недостижим. В 2023 году на встрече с Михаилом Мишустиным он отметил отсутствие решения для надёжной переработки диоксида серы.

## Образование
На территории Норильска действуют:
- Заполярный государственный университет имени Н. М. Федоровского[155]
- Политехнический колледж при ЗГУ[156]
- Филиалы высших учебных заведений других городов России[157]
- Норильский колледж искусств[158]
- Норильский педагогический колледж[159]
- Норильский медицинский техникум[160]
- Норильский техникум промышленных технологий и сервиса (ранее — Ремесленное училище № 4, затем ПТУ № 17, СПТУ № 17, Профессиональный лицей № 17)[161][162]

Система общего образования включает 80 учреждений: 38 дошкольных образовательных и 29 средних школ, 6 гимназий, 1 лицей, 6 учреждений дополнительного образования («Станция юных техников», «Центр внешкольной работы», «Дом детского творчества», «Социально-образовательный центр», «Станция детского и юношеского туризма и экскурсий», «Дворец творчества детей и молодёжи»).
В Норильске работает 41 муниципальное бюджетное автономное дошкольное образовательное учреждение, в числе которых «Центр развития ребёнка». В 10 общеобразовательных учреждениях функционируют специализированные профессионально-ориентированные классы.

## Культура
В городе работают:

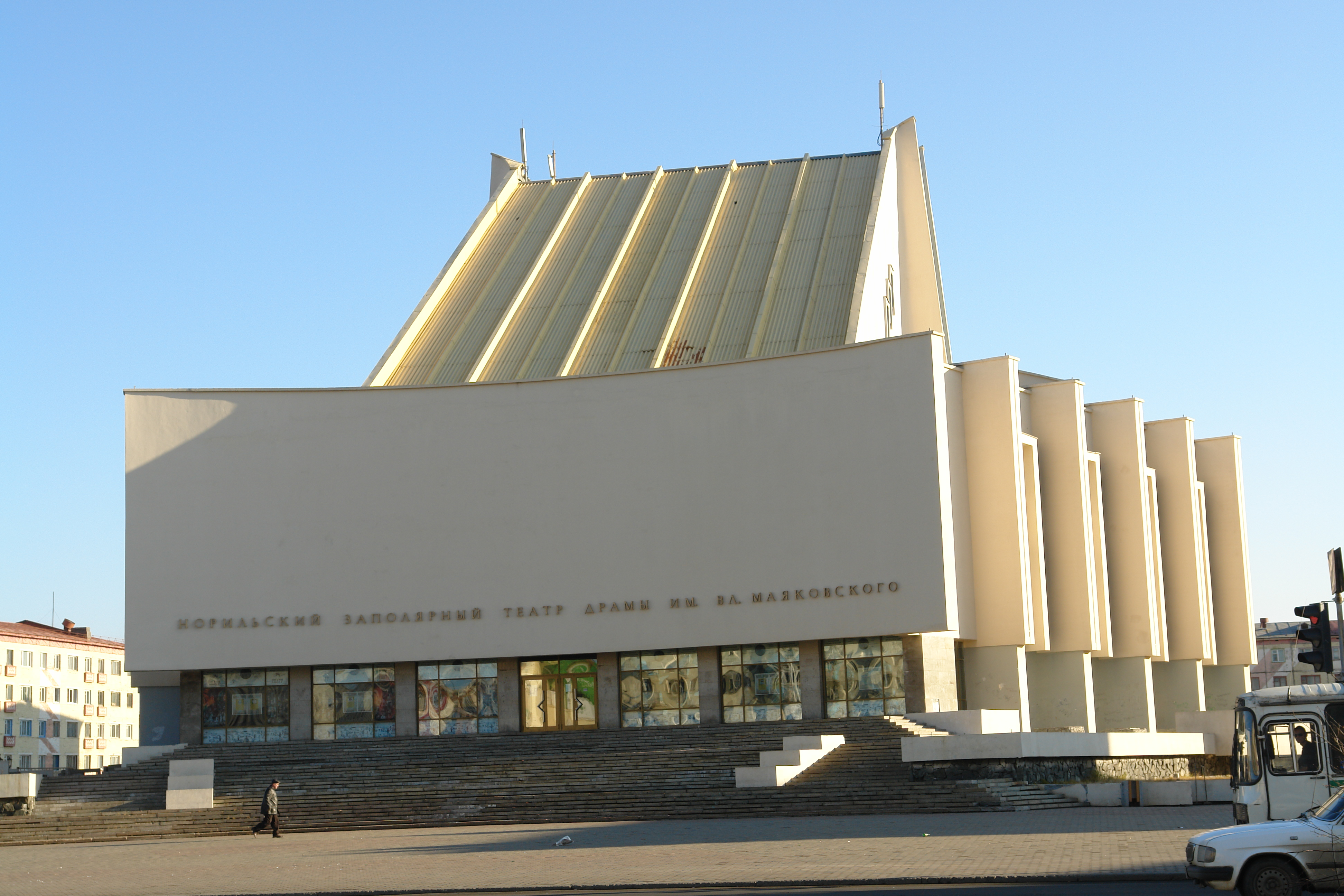
Норильский Заполярный театр драмы имени В. В. Маяковского

- Норильский Заполярный театр драмы имени Вл. Маяковского
- Норильский Городской центр культуры
- Норильский юношеский театр-студия
- Музейно-выставочный комплекс «Музей Норильска», в состав которого входит художественная галерея и дом-музей «Первый дом Норильска»
- Музей строительства и развития Норильской железной дороги
- Культурно-досуговые центры
- Кинотеатры (Родина, СинемаАРТхолл)
- Детские школы искусств
- Художественная школа
- Музыкальная школа

В городе проходят ежегодные крупные культурно-развлекательные праздники, такие как фестиваль «Большой Аргиш», фестиваль «Край — наш общий дом» и другие.
Норильская библиотечная система признана лучшей в Красноярском крае. Библиотеки работают во всех районах города.
На площадках музейно-выставочного комплекса, городского центра культуры, культурно-досуговых центров регулярно проводятся выставки, концерты, творческие встречи, выступления местных коллективов и гастролирующих артистов.
Норильский Заполярный театр драмы имени Вл. Маяковского — самый северный театр в мире. Основан в 1941 году в Норильлаге, труппа состояла в основном из заключённых. В своё время в Норильском драмтеатре играли такие артисты, как Г. Жжёнов (1949—1953, после заключения), Е. Урусова (1950—1954, после заключения), И. Смоктуновский (1946—1951), В. Лукьянов, В. Абрамицкая, Е. Мокиенко, А. Щеглов, И. Розовский. В 1954—1962 годах главным режиссёром театра был заслуженный артист РСФСР Ефим Гельфанд. Театр сотрудничал с Григорием Гориным и Юлием Кимом, чей мюзикл «Как солдат Иван Чонкин самолёт сторожил» по роману Владимира Войновича впервые был поставлен на норильской сцене и удостоен премии «Золотой Остап» на фестивале сатиры и юмора в Санкт-Петербурге (1997). В 2009 году законом Красноярского края Норильский Заполярный театр драмы отнесён к числу особо ценных объектов культурного наследия Красноярского края.
В июне 2021 года «Норильский никель» анонсировал проект Арктического музея современного искусства (АММА) стоимостью 4 млрд рублей, который включает реконструкцию здания Дома торговли и открытие музея площадью 8500 м².

## СМИ

### Телевидение
Норильский телецентр транслирует передачи Первого и Второго мультиплексов цифрового эфирного телевидения в стандарте DVB-T2.
С 16 ноября 2020 года в городе начал вещание первый муниципальный 24-часовой телеканал «Норильск ТВ», который вещает на 24 кнопке в сети городских кабельных операторов «МТС» и «Норком».
Старейший телеканал Норильска — «Северный город». Работает с 30 мая 1998 года. Вещает на 23-й кнопке — телеканале «Ключ» — в сети городских кабельных операторов «МТС» и «Норком».
До июня 2019 года трансляцией и производством новостных выпусков занималось отделение ВГТРК «Телерадиокомпания ГТРК „Норильск“», которое было закрыто в связи с реорганизацией.

### Радиостанции
- 72,68 УКВ — «Радио Маяк»
- 87,5 FM — «Радио Маяк»
- 87,9 FM — «Радио России / ГТРК Красноярск» (Кайеркан)
- 90,3 FM — «Вести FМ»
- 91,1 FM — «Наше радио»
- 91,5 FM — «Новое радио»
- 101,0 FM — «Хит FM»
- 101,4 FM — «Радио России / ГТРК Красноярск»
- 102,0 FM — «Love Radio»
- 102,5 FM — «Дорожное радио»
- 103,0 FM — «Дельта радио»
- 103,5 FM — «Мегаполис FM»
- 104,0 FM — «Русское Радио»
- 104,5 FM — «Радио Искатель»
- 105,0 FM — «Европа Плюс»
- 105,7 FM — «Радио ENERGY»
- 106,0 FM — «Авторадио»
- 106,5 FM — «Радио Дача»
- 107,0 FM — «Радио Шансон»
- 107,4 FM — «Радио Вера»
- 107,8 FM — «Ретро FM»

### Печатные издания
С 1953 года в Норильске издаётся городская газета «Заполярная правда». В течение 70 лет существования муниципальное издание публикует актуальные материалы о жизни города, о деятельности предприятий и организаций Норильска, о жизни норильчан.
Помимо «Заполярной правды» в городе издаются и бесплатно распространяются рекламные газеты с объявлениями и коммерческой информацией.

## Спорт
В городе существует мини-футбольный клуб «Норильский никель», выступающий в Суперлиге. Основан в 1993 году, президент клуба Белкин Павел Александрович. Клуб — чемпион России сезона 2001/02. Обладатель Кубка России сезонов 2019/20 и 2023/24 гг., финалист Кубка России сезонов 1999/2000, 2014/15, 2017/18 гг. В сезонах 2020/21 и 2021/22 команда заняла третье место чемпионата России, а в сезоне 2022/23 — второе.
В 2021 году в Норильске состоялся баскетбольный матч между «Норильским дивизионом» и баскетбольным клубом ЦСКА.
В Норильске работает многопрофильный Дворец спорта «Арктика», физкультурно-оздоровительный комплекс «Айка», плавательные бассейны в Центральном районе, Талнахе, Кайеркане, открытый стадион «Заполярник», спортивный комплекс БОКМО, физкультурный комплекс ДФК в Старом городе, крытый каток «Льдинка», стадион «Солнышко», многочисленные спортивные клубы и центры с разнообразными видами спорта и фитнесса, профессиональная лыжная база «Оль-гуль», лыжная база «Оганер», горнолыжная база «Гора Отдельная». В летнее время на турбазах открыты спортивные площадки и детские спортивные комплексы. Есть детско-юношеская спортивная школа.
В 2006 году было начато строительство многопрофильного стадиона на площади Металлургов, позже перепроектированного в торгово-развлекательный центр «Арена-Норильск», который был открыт в декабре 2013 года. В сентябре 2015 года в «Арене-Норильск» открыт фитнес-центр «X-Fit Север» и аквапарк «Тропикана» с бассейном.
В Норильске действуют 9 муниципальных спортивных школ, в которых дети занимаются такими видами спорта, как баскетбол, волейбол, акробатика, гимнастика, прыжки на батуте, лёгкая атлетика, лыжные гонки, фехтование, бокс, спортивная борьба, плавание, тхэквондо, дзюдо, пауэрлифтинг, каратэ, мини-футбол, фигурное катание, хоккей, водное поло.
В городе популярен кёрлинг. В Норильске и Дудинке проводятся международные соревнования WCT Arctic Cup (также известны как Nornickel Curling Cup). Участвуют команды из Венгрии, Италии, Швеции, Швейцарии и Эстонии. Поддержку соревнованиям оказывает Федерация кёрлинга России и «Норникель».
17 декабря 2020 года открылся спортивный комплекс «Айка» площадью более 10 тысяч м². «Норникель» вложил в строительство 3,6 млрд рублей.
В 2023 году в Норильске появился профессиональный хоккейный клуб — «Норильск», который выступает во Всероссийской хоккейной лиге. Он был создан при поддержке компании «Норникель». Ранее существовал клуб «Заполярник».
В 2024 году в спорт-холле «Айка» состоялся норильский Суперфинал по медиафутболу между командами 2DROTS и «Броук Бойз».

## Здравоохранение

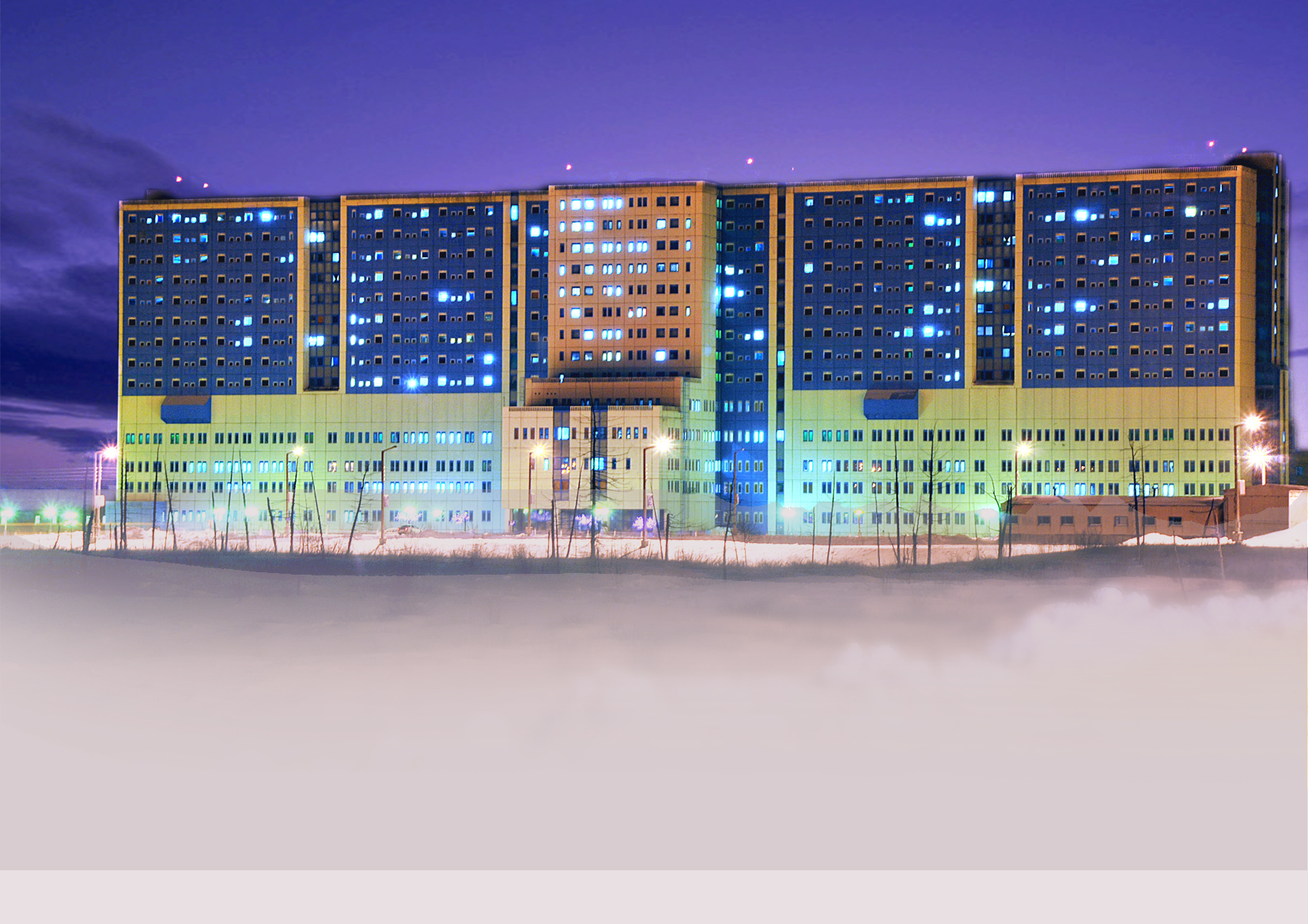
Городская больница № 1

В Норильске предоставляются все виды бесплатных медицинских услуг в учреждениях, являющихся подразделениями министерства здравоохранения Красноярского края. Во всех районах Норильска работают поликлиники, станция скорой медицинской помощи, стоматологии, межрайонная детская больница и детские поликлиники. Также в городе действует центр крови.
В городе широко представлены платные услуги различных коммерческих медицинских организаций.
Многопрофильная Норильская городская больница (КГБУЗ «Норильская межрайонная больница № 1») — крупнейшая больница в городе. Расположена в жилом образовании Оганер.
В декабре 2018 года закончилось строительство норильского перинатального центра.
В декабре 2021 года открылся первый из пяти обещанных «Норникелем» медицинских центров. Остальные планируют завершить к 2025 году.
В Норильске наблюдается повышенный уровень инфекционных и паразитарных заболеваний, а также хронических вирусных гепатитов, показатели которых в 2007 году превышали средний уровень по России в 6,2 раза. С 1995 по 2008 год в городе зарегистрировали 2981 случай ВИЧ-инфекции. В пересчёте на 100 тысяч человек заболеваемость составила 1440 случаев, тогда как в среднем по России на начало 2008 года этот показатель был 188,4. На 2021 год ВИЧ-положительными являлись 1,4 % жителей Норильска.

## Города-побратимы
- Минусинск, Красноярский край[189][190][191]
- Несебыр, Болгария[192]